# Kids (песня OneRepublic)
«Kids» — песня американской группы OneRepublic, второй сингл с их четвёртого студийного альбома Oh My My. Обложка сингла была представлена в твиттере группы 3 августа 2016. Сингл выпущен 12 августа 2016 года, видеоклип для сингла вышел 25 августа 2016 на YouTube.

## О песне
Песня была описана как поп-рок и электропоп. Райан Теддер, вокалист OneRepublic, рассказал Entertainment Weekly, что «Под написанием песни он вдохновился музыкой 1980-х годов в стиле синти-поп, как, например M83».
Песня написана в тональности ре-мажор с общим временем темпа 100 ударов в минуту. Вокал охватывает от E4 до F#6 в песне.

## Видеоклип
Официальный клип на песню вышел 25 августа на YouTube. Съемки проходили в Мехико. Так же в видео присутствует камео Дольсе Марии. В клипе ведётся рассказ о встрече молодой пары, в возрасте 19-20 лет, заканчивающейся посещением концерта OneRepublic в открытом переулке. Так же в настоящее время ведётся работа над VR-версией клипа (то есть, версии с виртуальной реальностью), созданного с Nokia OZO.

## Позиции в чартах
| Чарт (2016)                                 | Наивысшая позиция |
| ------------------------------------------- | ----------------- |
| Australia (ARIA)                            | 63                |
| Австрия (Ö3 Austria Top 40)                 | 55                |
| Чехия (Rádio — Top 100)                     | 39                |
| Чехия (Singles Digitál Top 100)             | 72                |
| Дания (Tracklisten Airplay)                 | 11                |
| France (SNEP)                               | 153               |
| Германия (GfK)                              | 71                |
| Венгрия (Single Top 40)                     | 30                |
| Ирландия (IRMA)                             | 66                |
| Italy (FIMI)                                | 74                |
| New Zealand Heatseekers (Recorded Music NZ) | 1                 |
| Португалия (AFP)                            | 89                |
| Шотландия (OCC Scotland)                    | 18                |
| Словакия (Rádio — Top 100)                  | 54                |
| Словакия (Singles Digitál Top 100)          | 73                |
| Slovenia (SloTop50)                         | 27                |
| Испания (PROMUSICAE)                        | 26                |
| Sweden (Sverigetopplistan)                  | 63                |
| Швейцария (Schweizer Hitparade)             | 45                |
| Великобритания (OCC UK Singles)             | 58                |
| США (Billboard Hot 100)                     | 96                |
| США (Billboard Adult Pop Airplay)           | 17                |